# Казка про солом'яного бичка (фільм, 1927)
«Казка про солом'яного бичка» — перший український анімаційний фільм. Був створений 1927 року на Одеській фабриці ВУФКУ В'ячеславом Левандовським за мотивами однойменної казки. Стрічку було знято методом розшарнірених площинних маріонеток.
Фільм вважається втраченим, через натиск керівництва СССР на автора. Від нього лишилися лише деякі кадри, що були надруковані в газетах, журналах та книгах.

## Історія створення
Олександр Шимон з Харкова так згадував про фільм: «Нам довелося бачити кілька мультиплікаційних персонажів… Маленькі паперові фігурки тварин, що складаються з шарнірно з'єднаних частин, вони і тепер дивують своєю виразністю і філігранністю технічного виконання, чудово відтворюючи ілюзію руху».

## Вшанування 90-річчя від створення фільму
2017 року до 90-річчя української анімації 20 митців з різних регіонів України втілили солом'яного бичка кожний у своєму стилі для ролика у рамках ініціативи «90 років української анімації».